# دورتيون
دورتيون هو اسم العلامة التجارية مركبات ذات أساس كلوري للاستخدام في تنظيف اللحوم وأجهزة تنقية المياه المحمولة. مركب التعقيم الأساسي هو ثاني أكسيد الكلور. 